# Hyperalonia chilensis
Hyperalonia chilensis är en tvåvingeart som beskrevs av Camillo Rondani 1863. Hyperalonia chilensis ingår i släktet Hyperalonia och familjen svävflugor. Inga underarter finns listade i Catalogue of Life.